# Sepulcre d'Hilari Fuscus
El Sepulcre d'Hilari Fuscus (en llatí: Hilarus Fuscus; italià: 'Ilario Fusco') és un monument funerari que es troba a la Via Àpia Antiga (prop del núm. 178), al barri Ardeatino de Roma. Aquest monument és dins el Parc Arqueològic de la Via Àpia Antiga al tram entre la zona coneguda com Capo di Bove i la 4a milla, a uns 40 metres al sud del Túmul dels Licinis i del "Sepulcre Dòric".

## Història
El monument actual té la forma d'una façana d'un petit temple romà construïda amb rajoles per Luigi Canina a mitjan segle xix en el format corresponent a l'antic monument originari. Entre els fragments de marbre recuperats al lloc i incorporats a la façana hi ha, al centre, un relleu dividit en tres nínxols; el central conté bustos de cinc persones de front. La parella del mig és representada en el gest de dextrarum iunctio, un tema molt difós en l'art romà i cristià primitiu per al·ludir al ritus nupcial, per expressar la fidelitat dels cònjuges, però que, en el context funerari, expressa també el comiat de la parella en l'hora de la mort.
De l'època augusta (c. 30 ae), l'original està preservat al Museu Nacional Romà i el que es veu ací n'és una còpia en ciment. A la part més alta de la paret, Canina va col·locar una inscripció d'un període posterior que indicava el nom del difunt, Hilari Fuscus, destruïda en algun moment entre 1978 i 1998.